# Lutjanus guilcheri
Lutjanus guilcheri is een straalvinnige vis uit de familie van snappers (Lutjanidae) en behoort derhalve tot de orde van baarsachtigen (Perciformes). De vis kan een lengte bereiken van 60 centimeter.

## Leefomgeving
Lutjanus guilcheri is een zoutwatervis. De vis prefereert een tropisch klimaat en leeft hoofdzakelijk in de Indische Oceaan. De diepteverspreiding is 70 tot 100 meter onder het wateroppervlak.

## Relatie tot de mens
Lutjanus guilcheri is voor de visserij van aanzienlijk commercieel belang. In de hengelsport wordt er weinig op de vis gejaagd.